# 순칭구

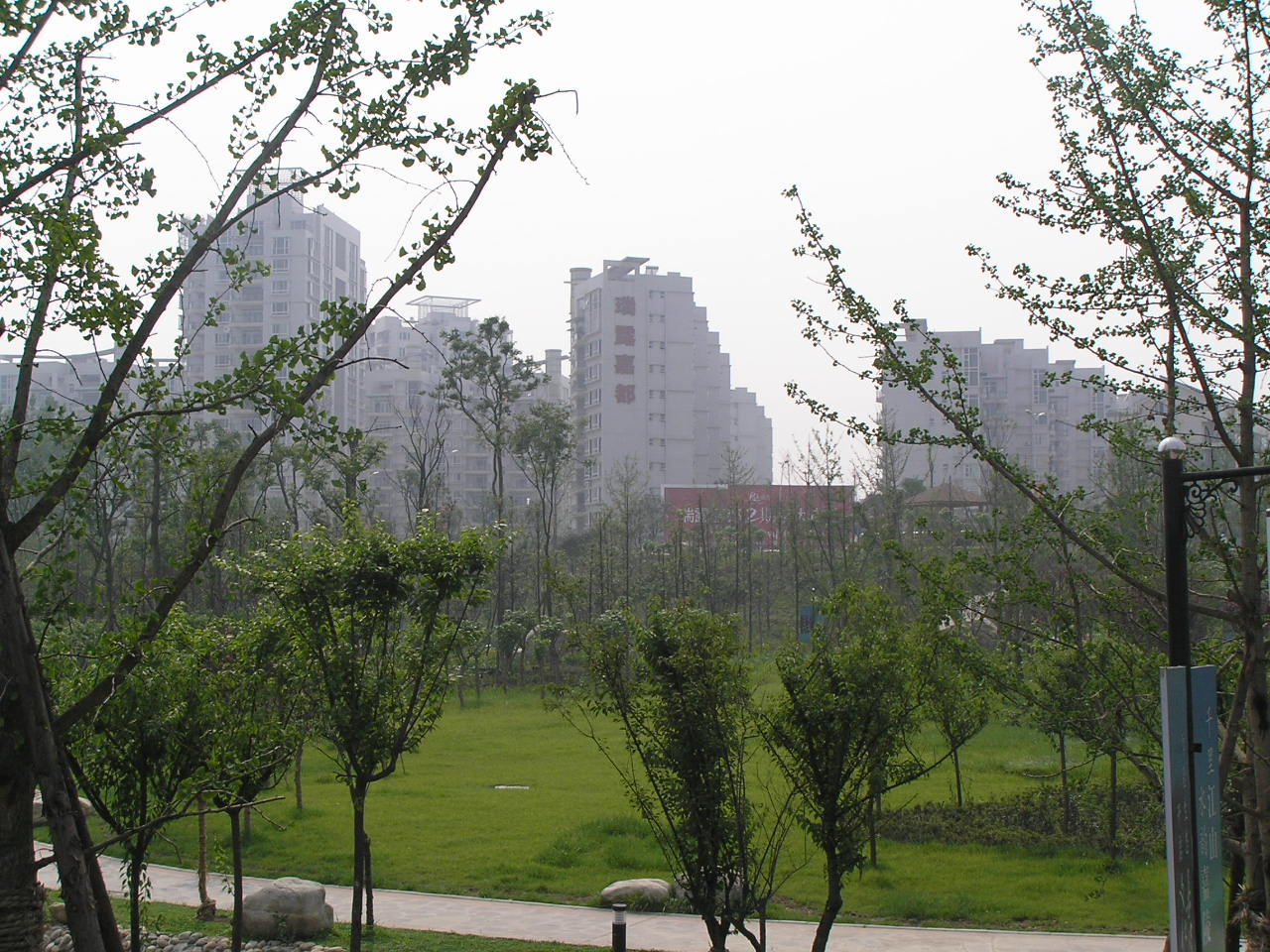

순칭구(한국어: 순경구, 중국어: 顺庆区, 병음: Shùnqìng Qū)는 중화인민공화국 쓰촨성 난충 시의 현급 행정구역이다. 넓이는 545km2이고, 인구는 2007년 기준으로 640,000명이다.

## 기후
연평균 기온은 17.2°C이고 연평균 강수량은 1045.7mm이다.

## 행정 구역
7개 가도, 8개 진, 14개 향을 관할한다.
- 가도: 中城街道, 北城街道, 西城街道, 东南街道, 新建街道, 舞凤街道, 华凤街道.
- 진: 潆溪镇, 共兴镇, 金台镇, 芦溪镇, 李家镇, 双桥镇, 荆溪镇, 搬罾镇.
- 향: 新复乡, 同仁乡, 黄金乡, 鱼龙乡, 大林乡, 梵殿乡, 顺和乡, 灯台乡, 辉景乡, 龙桂乡, 永丰乡, 桂花乡, 凤山乡, 渔溪乡.